# کائولان لیوری
کائولان لیوری (انگلیسی: Caolan Lavery؛ زادهٔ ۲۲ اکتبر ۱۹۹۲) بازیکن فوتبال اهل ایرلند شمالی است.
از باشگاه‌هایی که در آن بازی کرده‌است می‌توان به باشگاه فوتبال چسترفیلد، باشگاه فوتبال پورتسموث، باشگاه فوتبال ساوتند یونایتد، باشگاه فوتبال شفیلد ونزدی، و باشگاه فوتبال پلیموث آرگیل اشاره کرد.